# Végvár község
Végvár község (románul: Comuna Tormac) község Temes megyében, Romániában. Központja Végvár, beosztott falvai Kádár, Sebed.

## Népessége
A 2011-es népszámlálás adatai alapján a község népessége 2714 fő volt.